# Diamond Princess
Die Diamond Princess ist ein Postpanamax-Kreuzfahrtschiff der Reederei Princess Cruises. Sie wurde als erstes von zwei auf der Werft von Mitsubishi Heavy Industries (MHI) in Nagasaki (Japan) gebauten Schiffen der Gem-Klasse am 26. Februar 2004 in Dienst gestellt. Ihr Schwesterschiff ist die am 27. Mai 2004 in Dienst gestellte Sapphire Princess.

## Geschichte

### Bau und Indienststellung
Im Februar 2000 erhielt MHI den Auftrag zum Bau von zwei Kreuzfahrtschiffen für Princess Cruises. Als Fertigstellungstermin wurde für das erste Schiff Juli 2003 und für das zweite Mai 2004 vereinbart. Begonnen wurde im Juni 2001 mit dem Bau der Diamond Princess, der heutigen Sapphire Princess.
Am 1. Oktober 2002 kam es auf ebendieser zu einem Feuer auf Deck 5 des Schiffes, in dessen Folge etwa 40 % des Rumpfs ausbrannten.  Eine termingerechte Fertigstellung der Diamond Princess konnte wegen der entstandenen Schäden nicht mehr gewährleistet werden. Um den Ablieferungstermin annähernd einzuhalten, einigten sich Auftraggeber und Werft darauf, die Namen der Schiffe zu tauschen und den Rumpf des ebenfalls im Bau befindlichen zweiten Schiffes (vorgesehen als Sapphire Princess) als Diamond Princess weiter zu bauen. Dadurch verzögerte sich die Ablieferung der neuen Diamond Princess um lediglich sieben Monate.

### Einsatzgebiete
Von Vancouver aus führt die Diamond Princess in der Sommersaison Kreuzfahrten in den Gewässern um Alaska durch. In der Wintersaison wird sie in Asien, Australien und Neuseeland eingesetzt.

## Maschinenanlage und Antrieb
Der dieselelektrische Antrieb besteht aus vier Dieselgeneratoren und einem Gasturbinengenerator, welche zwei Elektromotoren antreiben. Die Dieselgeneratoren wurden von Wärtsilä gebaut und werden mit Schweröl (HFO) betrieben. Der Gasturbinengenerator LM2500 von General Electric verwendet Marinedieselöl (MGO). Die Anlage wird aus Kostengründen nur in Gebieten genutzt, in denen strenge Emissionsrichtlinien gelten, oder wenn das Schiff Spitzengeschwindigkeit erreichen soll.
Um im Hafen zu manövrieren, gibt es eine Querstrahlsteueranlage mit drei 2200-Kilowatt-Bugstrahlrudern sowie drei 1728-Kilowatt-Heckstrahlrudern.
2017 erhielt das Schiff ein Air Lubrication System von Silverstream Technologies zur Reduktion des Kraftstoffverbrauchs.

## Kabinen und Bordeinrichtungen
Die Diamond Princess bietet Platz für 2670 Passagiere auf 13 Decks. Über die Hälfte der 1337 Kabinen sind mit Balkon ausgestattet. Die Kabinen und Suiten sind zwischen 14 m² (Innenkabine) und 123 m² (Grand Suite mit Balkon) groß.
Es gibt mehrere Hauptspeisesäle und ein 24-Stunden-Speise-Buffet, vier Pools sowie einen Kinderpool. Weitere Bordeinrichtungen sind unter anderem das Theater im Broadway- und Las-Vegas-Stil, ein Spielkasino, das Atrium mit Shops und Kunstgalerie sowie die Skywalkers-Disco/Lounge.

## Besondere Vorkommnisse

### Norovirus, 2014
Anfang 2014 erkrankten auf einer Australienkreuzfahrt 60 Passagiere aufgrund einer Infektion mit einem Norovirus. Daraufhin musste das gesamte Schiff desinfiziert werden, was zu Verzögerungen bei der folgenden Kreuzfahrt führte.

### Coronavirus, 2020
Am 5. Februar 2020 wurde das Schiff im Hafen von Yokohama, Japan unter Quarantäne gestellt. Grund hierfür waren mit dem Coronavirus infizierte Passagiere.